# Братово (Тирговиштська область)
Бра́тово (болг. Братово) — село в Тирговиштській області Болгарії. Входить до складу общини Тирговиште.

## Населення
За даними перепису населення 2011 року у селі проживали 196 осіб, з них 152 особи (99,3%) — турки.
Розподіл населення за віком у 2011 році:
Динаміка населення: